# Squash aux Jeux sud-américains de 2018
Navigation
Édition précédente Édition suivante

Les compétitions de squash des Jeux sud-américains de 2018 se déroulent du 2 juin au 7 juin 2018 à Cochabamba en Bolivie.
Il y a 7 épreuves, trois pour les hommes, trois pour les femmes et une mixte avec 10 nations participantes.
Catalina Peláez et Diego Elías titrés en individuel et en double permettent à leurs nations de dominer le classement des médailles.

## Tableau des médailles
| Rang  | Nation    | Or | Argent | Bronze | Total |
| ----- | --------- | -- | ------ | ------ | ----- |
| 1     | Colombie  | 4  | 2      | 4      | 10    |
| 2     | Pérou     | 3  | 0      | 0      | 3     |
| 3     | Argentine | 0  | 4      | 2      | 6     |
| 4     | Paraguay  | 0  | 1      | 1      | 2     |
| 5     | Chili     | 0  | 0      | 4      | 4     |
| 6     | Équateur  | 0  | 0      | 3      | 3     |
| Total | Total     | 7  | 7      | 14     | 28    |

## Palmarès
| Épreuves      | Or                                                              | Argent                                                                         | Bronze                                                                                |
| ------------- | --------------------------------------------------------------- | ------------------------------------------------------------------------------ | ------------------------------------------------------------------------------------- |
| Simple homme  | Diego Elías Pérou                                               | Juan Camilo Vargas Colombie                                                    | Juan Felipe Tovar Colombie                                                            |
| Simple homme  | Diego Elías Pérou                                               | Juan Camilo Vargas Colombie                                                    | Robertino Pezzota Argentine                                                           |
| Simple femme  | Catalina Peláez Colombie                                        | Laura Tovar Colombie                                                           | María Tovar Colombie                                                                  |
| Simple femme  | Catalina Peláez Colombie                                        | Laura Tovar Colombie                                                           | Luján Palacios Paraguay                                                               |
| Double homme  | Alonso Escudero Diego Elías Pérou                               | Nicolás Caballero Esteban Casarino Paraguay                                    | Edgar Alexander Ramírez Ronald Palomino Juan Camilo Vargas Colombie                   |
| Double homme  | Alonso Escudero Diego Elías Pérou                               | Nicolás Caballero Esteban Casarino Paraguay                                    | Francesco Obregon Robertino Pezzota Argentine                                         |
| Double femme  | Laura Tovar María Tovar Colombie                                | Camila Grasso Pilar Etchechoury Argentine                                      | Anita Pinto Giselle Delgado Chili                                                     |
| Double femme  | Laura Tovar María Tovar Colombie                                | Camila Grasso Pilar Etchechoury Argentine                                      | Andrea Soria María Moya Équateur                                                      |
| Double mixte  | Catalina Peláez Ronald Palomino Colombie                        | Federico Cioffi Maria Falcione Argentine                                       | Maximiliano Camiruaga Sandrina Pinto Chili                                            |
| Double mixte  | Catalina Peláez Ronald Palomino Colombie                        | Federico Cioffi Maria Falcione Argentine                                       | David Costales María Caridad Buenaño Équateur                                         |
| Homme équipes | Alonso Escudero Diego Elías Andrés Duany Rafael Gálvez Pérou    | Federico Cioffi Leandro Romiglio Francesco Obregon Robertino Pezzota Argentine | Edgar Alexander Ramírez Juan Felipe Tovar Juan Camilo Vargas Ronald Palomino Colombie |
| Homme équipes | Alonso Escudero Diego Elías Andrés Duany Rafael Gálvez Pérou    | Federico Cioffi Leandro Romiglio Francesco Obregon Robertino Pezzota Argentine | Jaime Pinto Rafael Allendes Maximiliano Camiruaga Chili                               |
| Femme équipes | Catalina Peláez Lucía Bautista Laura Tovar María Tovar Colombie | Camila Grasso Maria Falcione Lorena Pascuzzi Pilar Etchechoury Argentine       | María Moya María Caridad Buenaño Andrea Soria Équateur                                |
| Femme équipes | Catalina Peláez Lucía Bautista Laura Tovar María Tovar Colombie | Camila Grasso Maria Falcione Lorena Pascuzzi Pilar Etchechoury Argentine       | Anita Pinto Giselle Delgado Sandrina Pinto Chili                                      |